# Dicembre è un mese crudele
Dicembre è un mese crudele (Missing Joseph) è un romanzo della giallista statunitense Elizabeth George, pubblicato nel 1992.

## Trama[1]
Deborah St. James conosce alla National Gallery di Londra Robin Sage, il vicario di Winslough, un villaggio del Lancashire.
In seguito, Deborah convince il marito Simon ad approfittare delle vacanze per andare a trovare il vicario. Quando però i due giungono nel Lancashire, il religioso è già morto, ucciso da una dose di veleno.
L'ispettore Thomas Lynley, amico di Simon, inizia quindi ad indagare sul caso.

## Edizioni in italiano
- Elizabeth George, Dicembre è un mese crudele, traduzione di Grazia Maria Griffini, CDE, Milano 1995
- Elizabeth George, Dicembre è un mese crudele, traduzione di Grazia Maria Griffini, Mondadori, Milano 1995
- Elizabeth George, Dicembre è un mese crudele, Euroclub, Trezzano sul Naviglio 1996
- Elizabeth George, Dicembre è un mese crudele, Mondolibri, Milano 2010
- Elizabeth George, Dicembre è un mese crudele: romanzo, traduzione di Grazia Maria Griffini, Longanesi, Milano 2010
- Elizabeth George, Dicembre è un mese crudele, legge: Giulia Mandaglio, Centro Internazionale del Libro Parlato, Feltre 2011
- Elizabeth George, Dicembre è un mese crudele: romanzo, traduzione di Grazia Maria Griffini, Tea, Milano 2011
- Elizabeth George, Dicembre è un mese crudele, Superpocket, Milano 2013

## Trasposizioni televisive
Il romanzo ha ispirato il quinto episodio, prima stagione, della serie televisiva The Inspector Lynley Mysteries, intitolato Missing Joseph e trasmesso il 29 aprile 2002